# Golubítskaia
Golubítskaia - Голубицкая (rus) - és una stanitsa del krai de Krasnodar, a Rússia. Es troba al liman Akhtanízovski a la mar d'Azov, a 8 km a l'oest de Temriük i a 137 km a l'oest de Krasnodar, la capital.